# Jazz y Pop
Jazz y Pop (ó Jazz & Pop) fue un boliche de jazz argentino ubicado en San Telmo, Buenos Aires, fundado por los músicos Néstor Astarita, Gustavo Alessio y Jorge González el 6 de abril de 1978, en plena dictadura militar. En el local se daban cita músicos y artistas de la escena local como Rubén Rada, Dino Saluzzi, Litto Nebbia, Walter Malosetti, Bernardo Baraj, Gustavo Bergalli, Leo Sujatovich de Spinetta Jade ó Baby López Fürst, compartiendo el escenario con músicos de la escena internacional como Hermeto Pascoal, Chick Corea, Larry Coryell, o Gilberto Gil, en lo que se describió como una utopía musical en tiempos de oscuridad. Según Litto Nebbia "durante los años de fuego, este fue el único lugar donde pasaba algo musicalmente interesante". Se mantuvo en actividad hasta 1984.

## Historia
En 1977 el músico Gustavo Alessio proyecta armar un club de jazz; Cuando su amigo el ilustrador Gogo Husso encuentra un local en Chacabuco 508, barrio de San Telmo en el 78', Alessio convoca al contrabajista Jorge González y al baterista Néstor Astarita y como socios inauguran el local bautizándolo con el nombre que el dueño de una librería en Callao y Corrientes había ofrecido a Astarita.
La visión de Astarita y Alessio se contrapone a la de Gonzáles de no querer presentar nada fuera del género jazz y evitar tocar temas políticos, y da lugar a un momento de fuerte predisposición a la experimentación, a mezclar esas cosas que, se pensaba, no convenía que estuvieran juntas. "Emociona recordar ese mestizaje de talentos haciendo tan bella música en medio de un país siniestrado. En alguna medida, aquello fue una utopía musical en tiempos de oscuridad. La de Astarita fue una figura clave en la creación de condiciones para imaginar a través de la música otros mundos posibles" escribe Sergio Pujol. Gonzalez y Astarita se encargaban de la programación de jazz, mientras Alessio convocaba a otros artistas como Rada, Sumo ó Celeste Carballo; así diferentes géneros y artistas convivían y se mezclaban en un mismo espacio de libertad. El local se convirtió en el reducto cultural donde a partir de la expresión artística, se escapaba de la censura y persecución de la época; El equipo periodístico y de dibujantes de revista Hum®, el artista Federico Peralta Ramos ó Luca Prodan se mezclaban entre otros de sus personajes habitués.
En 1982 Astarita y González dejan el local en manos de Alessio, hasta su cierre en 1984 en democracia.
Habiendo González registrado la marca a su nombre sin informarlo a sus socios, abrió en 2008 un nuevo local Jazz y Pop. En Paraná 340, zona céntrica de Bs. As., éste estuvo en actividad hasta diciembre de 2013, año de su fallecimiento.

## Los “años mágicos y terribles” de Jazz & Pop durante la dictadura
Néstor Astarita en reportaje con el historiador, docente e investigador del CONICET Sergio Pujol, para el diario Página 12:

P/12-En cierto modo, el centro geográfico y temporal de tu vida fue Jazz & Pop.
 N.A–Fue una experiencia hermosa, en un momento terrible. Para que te des una idea: el día de la inauguración mataron al músico y periodista Eduardo Blasco. Lo asesinó un policía de la Federal, que había ido con un compañero a Jazz & Pop. El cana estaba completamente borracho. Quería que tocara Nebbia, y Blasco pedía por Villegas. Salieron a pelearse a la calle y ahí mismo lo ultimó con su 45. Terminamos todos en la segunda. Esa fue la primera noche de Jazz & Pop. Mi vieja me ayudó a baldear la sangre de la vereda y a poner un poco en orden el bar. Y me dijo: “Si no seguimos, mañana tenemos que cerrar definitivamente.” Y seguimos, como pudimos, dejándole una coima de 200 o 300 pesos todos los meses al comisario de la seccional. Aun así, de vez en cuando caía la policía y volcaba todas las carteras sobre el escenario. Nunca encontraron droga. Lo único que yo encontré una vez una madrugada fue una jeringa escondida en el depósito de agua del baño.

El periodista, docente de la UBA y productor de Explossion (banda conformada por el seleccionado de músicos habituales de Jazz y Pop Jorge Navarro, Rubén Rada, Roberto Fernández, Jorge Leo Cutello, Ricardo Lew, Ricardo Sanz y Luis Ceravolo) Oscar Daniel Chilkowski escribe: 

(“Jazz & Pop”, el reducto legendario”) Otro recuerdo inolvidable, arribamos a Jazz y Pop en un taxi junto a Nano Herrera y Chick Corea desde el Teatro Opera, luego del magistral concierto que ejecuta junto a Gary Burton, en abril de 1981. Termina el mágico show, salgo al hall y noto que desde un pasillo viene Nano e imperativamente me dice:“-¡Andá a buscar un taxi! ¡¡¡YA…!!!”.Viene hacia mí acompañado de Corea, escapando del gentío. Paro uno. Entra Chick y se sienta a mi lado. Nano lo hace del otro y le dice al chofer, “-Chacabuco y Venezuela, vamos a Jazz & Pop”. Yo permanezco paralizado al lado Corea, MI ÍDOLO. Entramos al boliche, qué está lleno…¡Se ve que se ha “corrido la bola! Corea acomoda la “pianola” que hay en “Jazz & Pop”. Hay tanta gente que tengo que meter “mis gambas” un poco por debajo del instrumento. Cuando Corea se sienta, toca con sus piernas mi rodilla, la que queda pegada a la suya. A él no le molesta y ¡yo no me iba a separar!… Francamente, siento que está tocando “como para mí”. El boliche está lleno. Han cerrado las puertas. En “el primer parate”, me acerco a Corea, que está solo tomando una bebida,-¡Por favor Chick, fírmame un autógrafo!. Me hace que si con la cabeza y pone, “Dear Oscar, Best Wishes CHICK COREA”, entonces yo como loco, le grito: -Haceme algo más, ¡¡¡ALGO MÁS…!!!, y le alcanzo de nuevo la lapicera ... Corea me mira y con una picardía terrible, le hace una hendidura con los dientes.¡Me muerde la lapicera…! ¡Le deja una nítida muesca!!!. Esa noche, está programado otro evento jazzístico en Buenos Aires. En el Teatro Broadway se presenta Carmen McRae; sus acompañantes músicos, vienen al boliche y se prenden en algunos temas con Corea. No saben cómo “rompí las pelotas”; A todos les mostraba el bolígrafo diciéndoles, “-¡Éste, me la mordió Chick Corea!”. Hasta el día de hoy me preguntan por ese bolígrafo…  En una anterior visita a Buenos Aires, Chick también toca en el boliche. Toca con mi gran amigo Ricardo Lew, Horacio Larumbe, "Junior" Césari...¡Me lo perdí, ya que no me enteré!

En 2018 se estrenó un documental llamado el “Jazz es como las bananas“ que trata sobre el boliche  “Jazz & Pop”, donde se lo describe como una cueva única en Buenos Aires por donde pasaron los mejores músicos nacionales e internacionales, icono de libertad y lugar de resistencia. 